# あさっぴー
あさっぴーは、北海道旭川市のシンボルキャラクター（ゆるキャラ）。

## 概要
2010年度に、 旭川市開村120年記念事業の一環として制作された。キャラクターデザイン、愛称共に市民からの公募によるものを採用している。おおむね、ホッキョクグマの顔だけをゴマフアザラシに差し替えたような外見である。

### プロフィール
旭川のヒーローになりたい願いでホッキョクグマの姿に変身したゴマフアザラシ（どちらも旭山動物園で人気の動物）の男の子。「あさひかわ」の「ハッピー」を願うヒーローとして誕生した。不思議な力で空を飛ぶこともできる。
年齢、家族構成などは現在のところ公表されておらず、まだ正体が謎に包まれた存在とされている。
ただし、旭川の雪とキリンが融合した未確認動物のガールフレンドが存在しており、2014年7月に登場し、9月13日に名前が『ゆっきりん』となった。

### 衣装
- 大雪山柄のシャツ
- 旭橋のベルト
- 旭川ラーメンの麺がフリンジになって腕についている
- 川の流れをイメージした青の縦縞のズボン
- 赤いマフラー
- 白い長靴

## 旭川市内での展開
- まちなか交流館、旭川駅、道の駅あさひかわなどで多数のオリジナルグッズが販売されている。
- 旭川冬まつりでは多数の雪像が作られている。2013年の冬まつりではポスターのテーマがあさっぴーであり、リカちゃんとコラボしたマスコットも制作された[3]。
- これらの着ぐるみが市内各種イベントに登場しているが、旭山動物園だけが旭川の市営施設でありながら出入禁止（着ぐるみでの活動制限）を受けている。これは、あさっぴーに限らず、着ぐるみそのものが園内で飼育されている動物の活動に影響を及ぼすという旭山動物園側の意向によるものである。
- あさっぴーのラッピング自動販売機(北海道コカ・コーラボトリング)が存在する。
- 平和通買物公園の街灯に、あさっぴー柄のフラッグが飾られている。
- 旭川電気軌道の乗車カード『Asaca CARD』および、道北バスの乗車カード『Doカード』の表面は色が違う（前者は青系で、後者は上が白で下が黄緑）だけで、基本デザインは共通であり、それには旭橋と共にあさっぴーのイラストが入っている。また、道北バス車内で2015年秋以降使用されている液晶ディスプレイ（運賃表示器としての機能を持つ）にて車内案内であさっぴーが使われている。
- 北海道教育大学旭川校のバスにあさっぴーの塗装がなされている。
- 市民向けに、イラストを無償で使用するための申請を受け付けている。年賀状専用イラストなども存在した[4]。
- 旭川空港のマスコットでもあり、施設管理者側における立場としての所属であり、空港ターミナルが有る東神楽町所属の『かぐらっき～』と合同で担当する。

## ゆるキャラグランプリ成績
- 2011年度 - 50位（北海道内2位）
- 2012年度 - 88位（北海道内4位）
- 2013年度 - 37位（北海道内3位）

## その他
- 十六茶の2013年のテレビCMにおいて、全国47都道府県、合計54体のご当地キャラクターのうち「北海道のキャラクター」として登場している[5]。
- 国内はもとより、ロシアのユジノサハリンスク市や台湾など、海外のイベントに出向いて旭川をPRすることもある。